# Hangarfartyg

12 hangarfartyg från olika länders flottor.

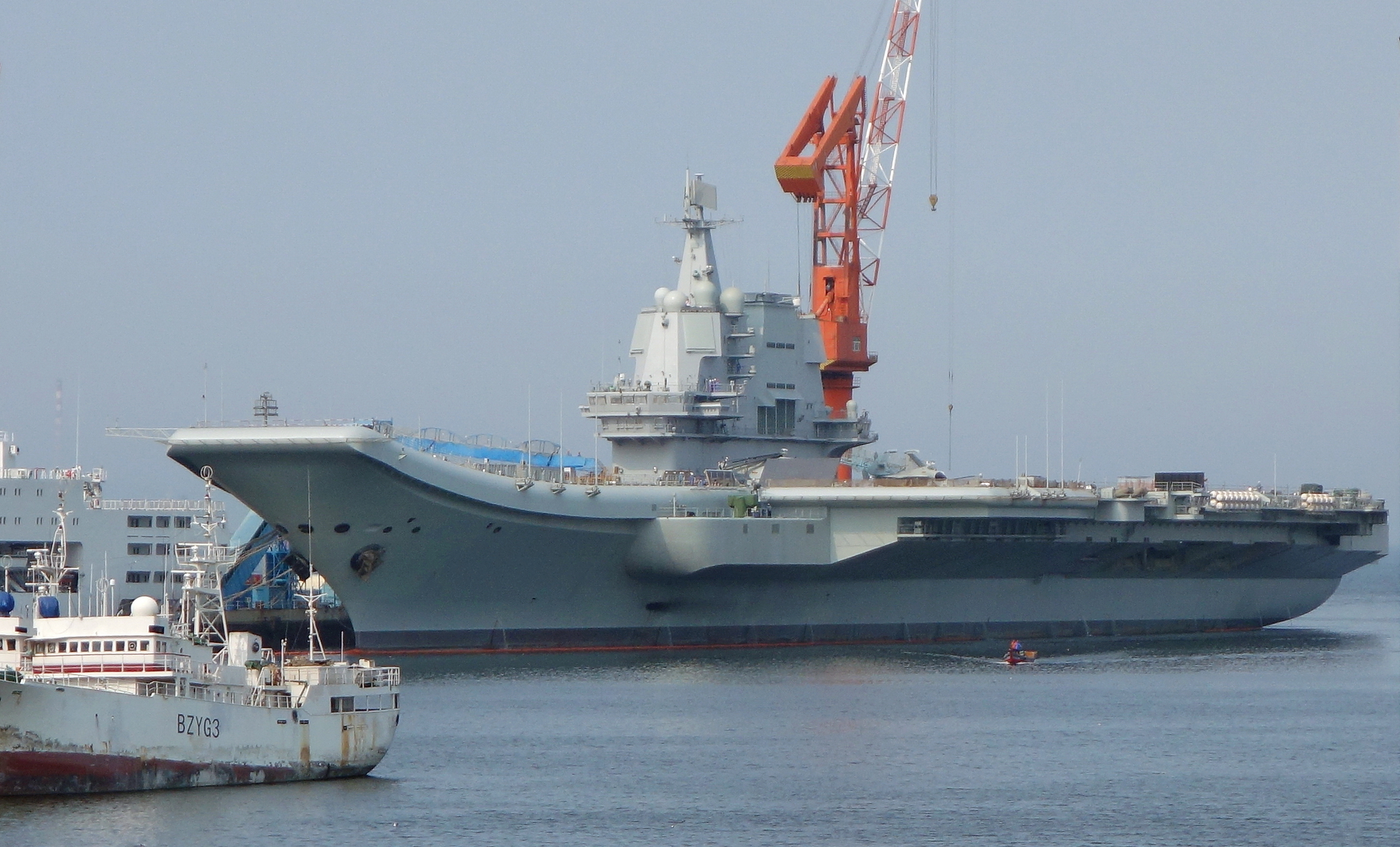
Det kinesiska hangarfartyget Shandong.

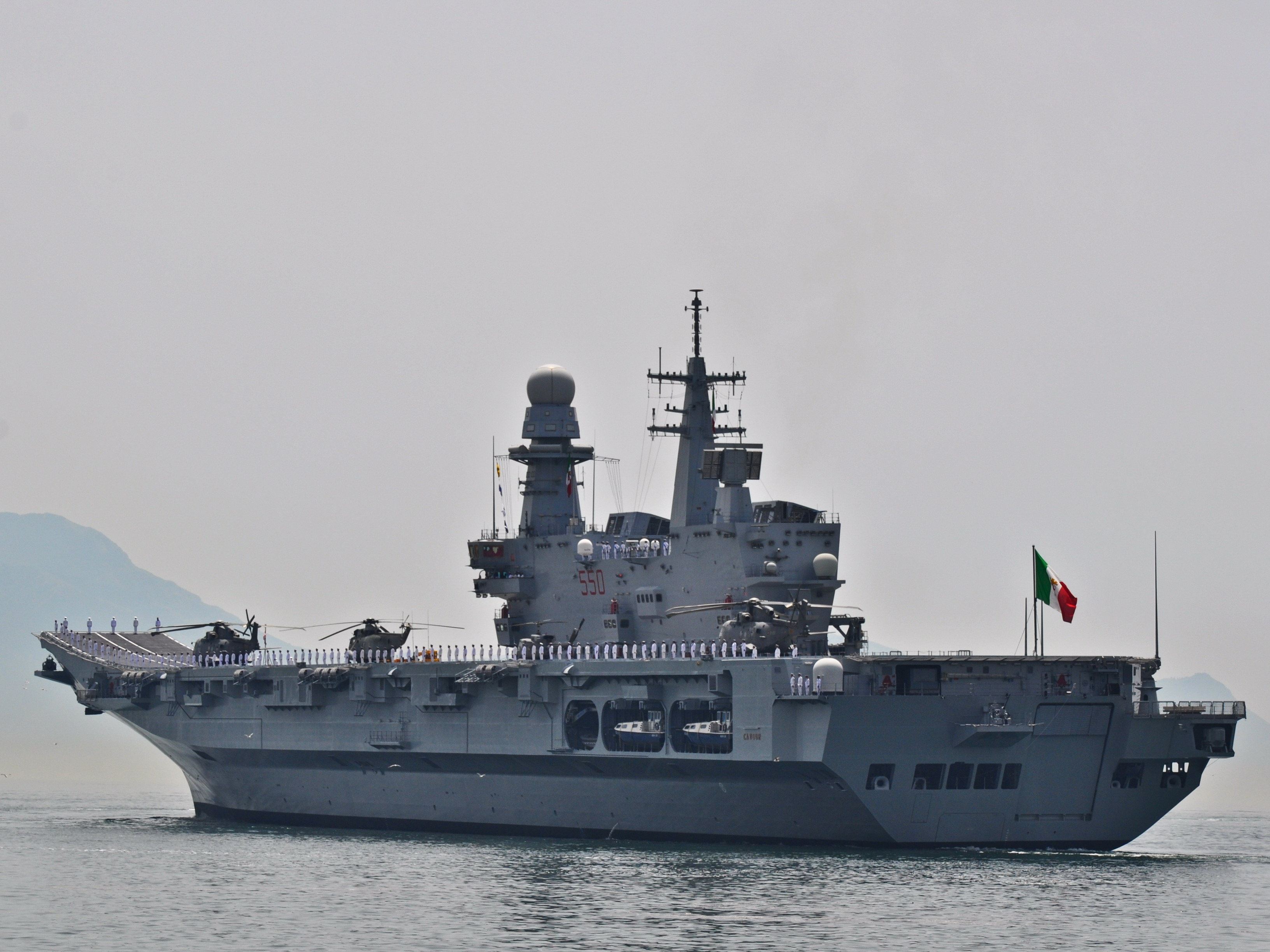
Det italienska hangarfartyget Cavour.

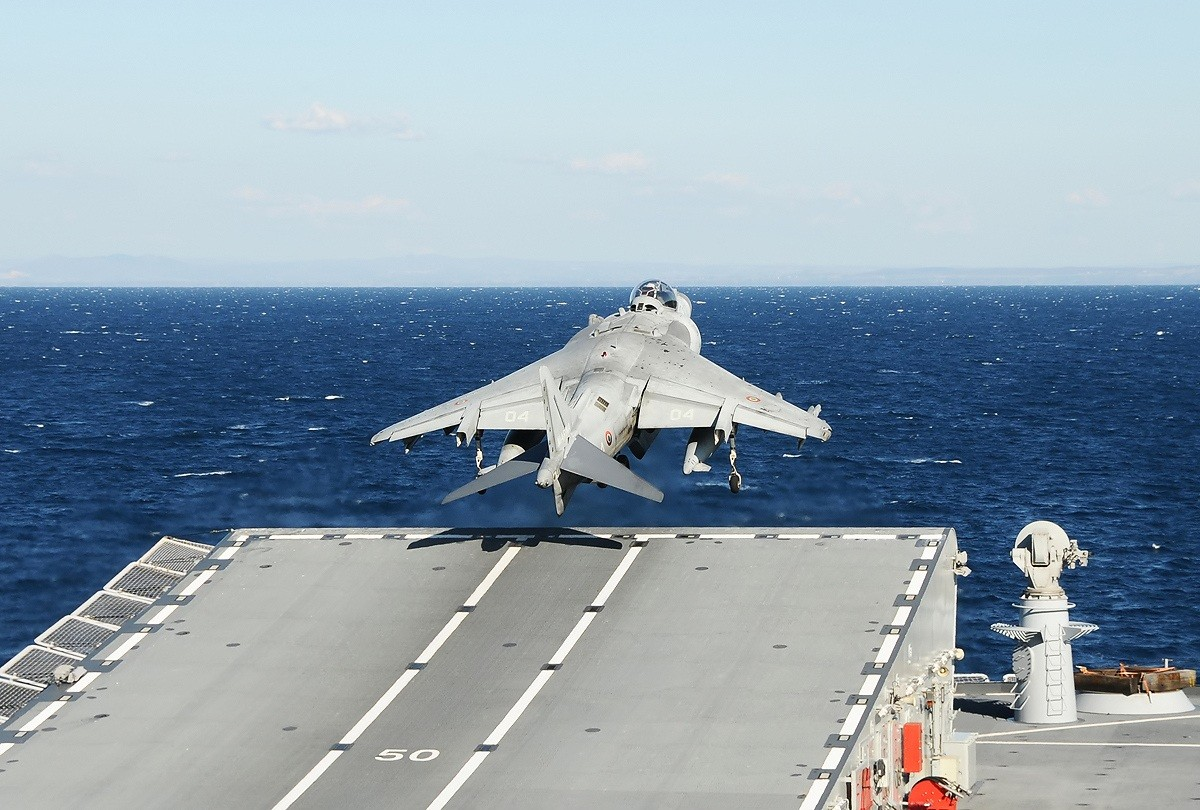
En harrier II startar från Cavour.

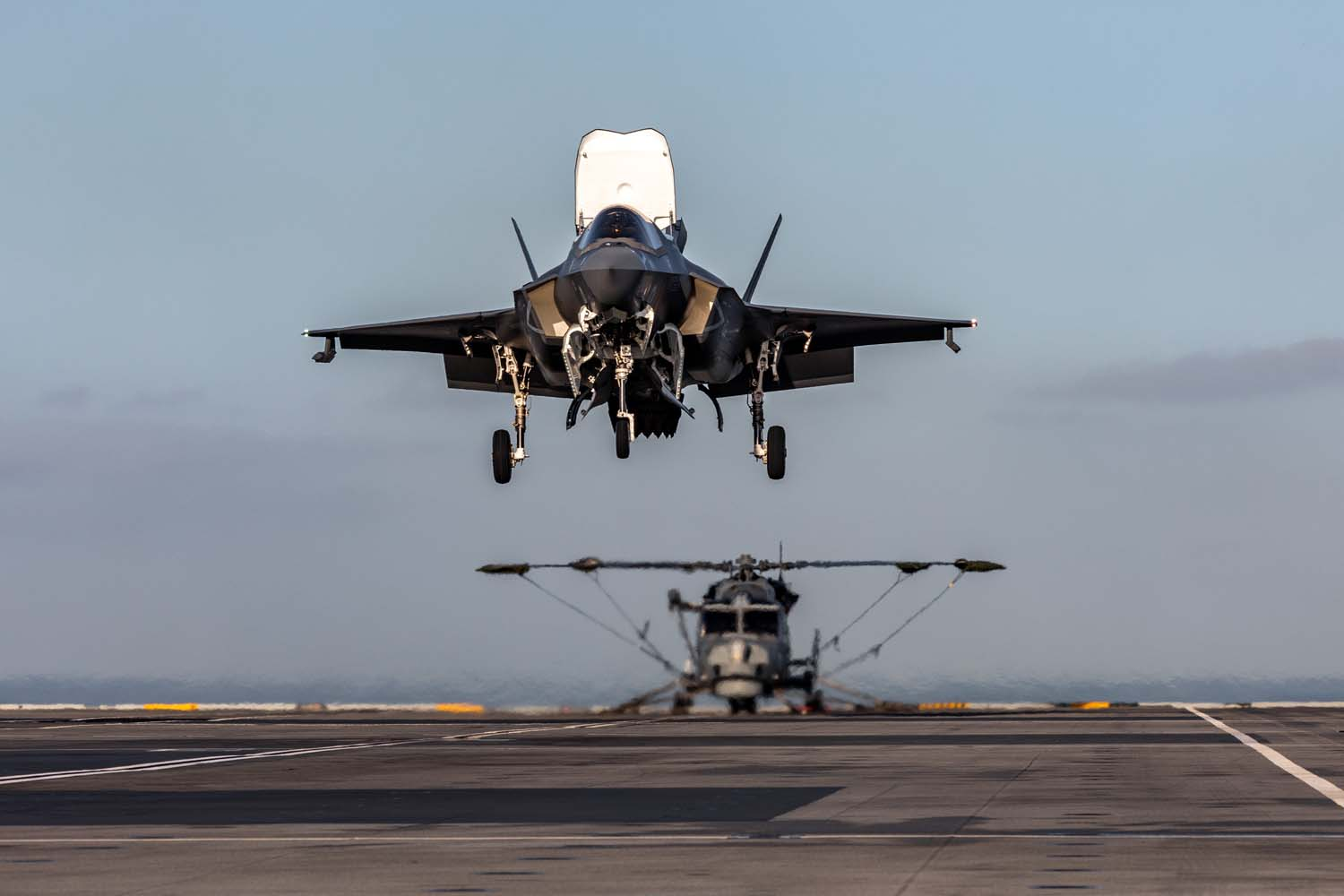
En F-35B landar på Queen Elizabeth.

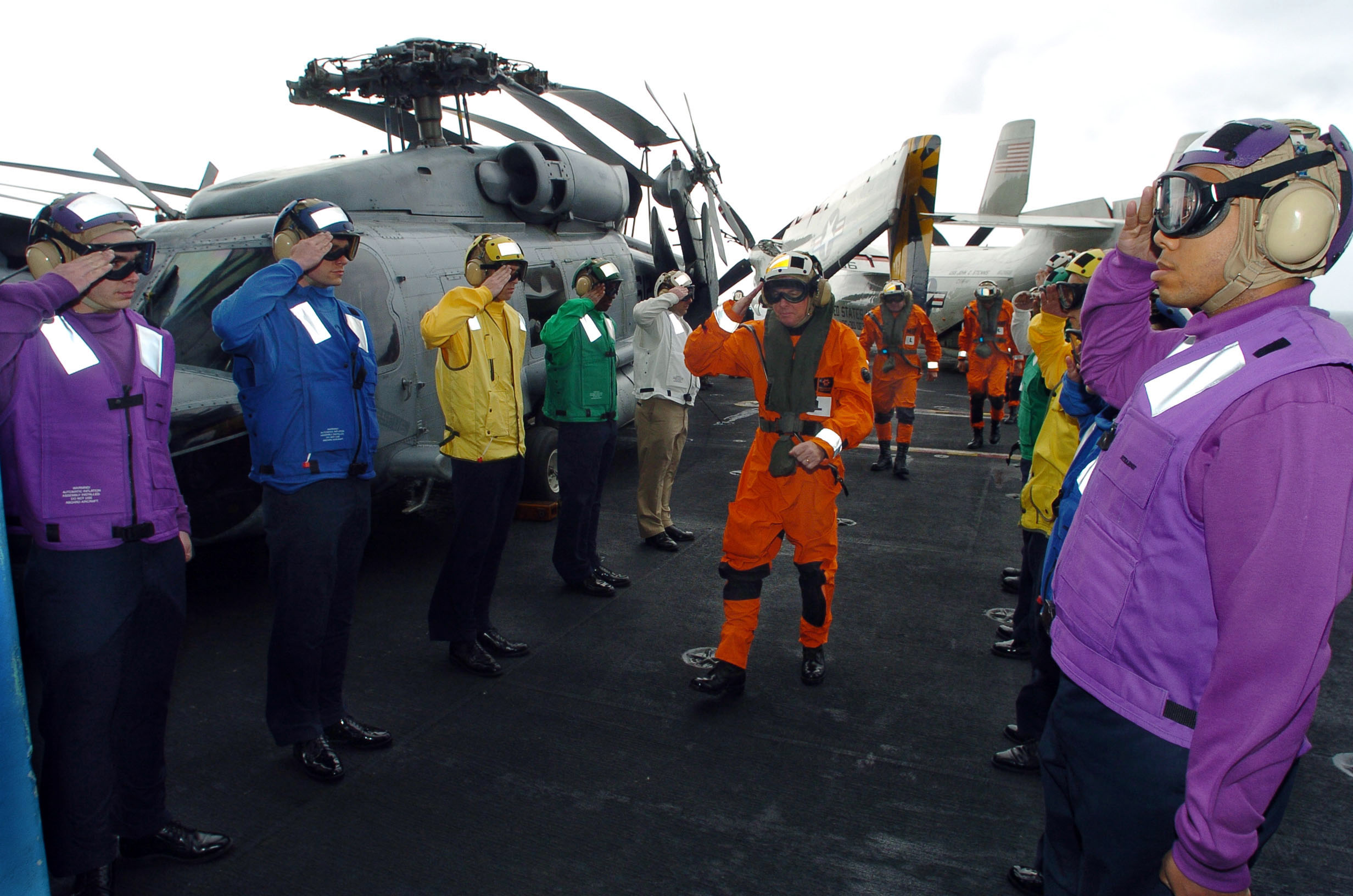
Däckspersonal på ett amerikanskt hangarfartyg, med västar i olika färger.

Hangarfartyg är stora örlogsfartyg som är avsedda att fungera som flytande baser för stridsflygplan och de är sålunda konstruerade så att flygplan kan både starta och landa ombord. Mindre hangarfartyg, helikopterhangarfartyg, så kallade "Landing Helicopter Dock (LHD)" är en variant av hangarfartyg som bara kan hantera helikoptrar och STOVL-flygplan.

## Hangarfartyg idag
I dagsläget (2023) har nio suveräna staters militärstridskrafter tillgång till hangarfartyg: Frankrike, Indien, Italien, Ryssland, Spanien, Storbritannien, Thailand, Kina, Australien (som bara har LHD) och USA. Några länder förväntas skaffa hangarfartyg under de närmsta åren. Japan bygger om två helikopterjagare för att kunna nyttja dessa som hangarfartyg. 
I dagsläget är USA ledande på den här fronten med 11 så kallade Supercarriers. Dessa drivs av kärnreaktorer och har separata start- och landningsbanor (för att undvika olyckor). I och med framdrivningen av kärnkraft behöver man endast byta ut kärnstavarna i dessa skepp vartannat eller vart tredje år.
Starten går till så att flygplanshjulen placeras framför upphöjda fästen på startbanan. Sedan skjuts fästena, tillsammans med planet, horisontellt med startbanan med hjälp av ånga. Vid landningen sitter det kraftiga vajrar spända över landningsbanan. Flygplanen har en krok längst bak som fastnar i vajern, vilket gör att flygplanet bromsas upp kraftigt och till slut stannar. Ett hangarfartyg av denna storlek kostar cirka fem miljarder dollar.
Efter jordbävningen i Indiska oceanen 2004 placerade USA ett hangarfartyg i Indiska oceanen, varifrån man flög in hjälp till de drabbade områdena.

## Hangarfartygs typer
Det finns flera olika typer och klasser av hangarfartyg, där typer avser till exempel helikopterhangarfartyg (helicopter carrier eller, mera korrekt amphibious assault ship), lätta hangarfartyg eller anti-ubåts-hangarfartyg medan klasser avser en grupp med fartyg som byggs på liknande sätt, till exempel Hyuga-klass som består av fartygen Hyūga (16DDH) och Ise (18DDH). Sydkoreanska Dokdo-klass - fartyg (LP-X), har kapacitet för helikoptrar och är i funktion liknande större hangarfartyg.

### Användning
Hangarfartyg används sällan eller aldrig ensamma, utan ingår i större grupper av fartyg, eskadrar eller flottor. Hangarfartygens roll är vanligen att vara ett centralt fartyg (ofta flaggskepp) med koordinerande roll. Genom att vara flera ges en angripare av gruppen flera mål som måste bekämpas, dessutom gör avståndet dem emellan att de kan ge eld mot till exempel ubåtar från flera håll och över större yta. Hangarfartygens flygplan tillsammans med lufttankning ger gruppen slagkraft över mycket stora områden. Dessutom kan en sådan grupp medföra förrådsskepp och olika funktioner. Genom att ha flera grupper, gör detta att en grupp soldater och flygplan på kort tid kan sättas in. Eftersom de är flera så kan man rotera dem, vilket gör att underhåll och sjötid inte hindrar insats. 
Genom att ha ett hangarfartyg ges länder möjlighet att projicera makt mot andra länder och områden. Deras storlek och globala räckvidd gör dem till mycket kapabla vapen. I engelsk taxonomi kallas detta "expeditionary". En anfallande styrka över hav utan luftherravälde har dåliga chanser. Hangarfartygen löser detta. Genom att hela tiden vidmakthålla sådant hot så ger det innehavarna större möjligheter att agera. Jämför med kärnvapenavskräckning.
Hangarfartygsgrupper består ofta av: hangarfartyg, ubåtar, robotkryssare (CG), jagare, landstigningsfartyg, förrådsskepp och andra mindre fartyg.

## Historia
Det första hangarfartyget var den brittiska kryssaren HMS Furious som vid en ombyggnad 1917 försågs med hangarutrymme och startdäck. Året därpå gjordes ytterligare en ombyggnad för att förse båten med ett landningsdäck. Det första fartyg som från början byggdes som hangarfartyg var brittiska HMS Hermes. Här hade de två skilda flygdäcken ersatts med ett heltäckande sådant.
Vid Washingtonkonferensen 1922 begränsades hangarfartygens deplacement till 27.000 ton vid nybyggnad. Vid Londonkonferensen 1930 höjdes gränsen till 35.000 ton men sänktes 1936 till 23.000 ton. Under mellankrigstiden var de flesta hangarfartyg som konstruerades ombyggnader av äldre slagskepp och slagkryssare, först under 1930-talet började man i större omfattning bygga hangarfartyg.
Hangarfartyg spelade en viktig roll under andra världskriget, speciellt i Stillahavskriget där till exempel Japan genomförde attacken mot Pearl Harbor den 7 december 1941 med endast flygplan från hangarfartyg. 
En typ av hangarfartyg som inte finns längre, MAC (Merchant Aircraft Carrier, Handelsflugzeugträger) var ombyggda handelsfartyg som påbyggdes med en landningsbana. En liknande sort var CAM-fartyg, som hade katapulter men inte landningsbanor. Därför fanns ingen möjlighet för planet att landa på skeppet igen efter avslutat uppdrag utan piloten fick hoppa i fallskärm eller nödlanda i havet för att sedan plockas upp av fartyget.

### Eskorthangarfartyg
Eskorthangarfartyg var en typ av mindre hangarfartyg som byggdes under andra världskriget. De byggdes i störst antal av USA under kriget, som också gav 33 av dem till Royal Navy genom Lend-Lease Act. Under slaget om Atlanten vände eskorthangarfartygen stridslyckan till förmån för de allierade, då deras flygunderstöd ledde till att konvojeskorter sänkte 41 tyska ubåtar mellan mars och maj 1943. Fartygstypen användes också till transport av flygplan.

## USA

### Färgade jackor
Ombord på hangarfartygen i USA:s flotta har däckspersonalen jackor/västar i olika färger vilka indikerar personalens respektive uppgiftsområde. Detta är en fördel om många människor och luftfartyg befinner sig i bullerbelastade och farliga omgivningar på ett relativt liten yta.:
- AB Lila  – Bränslepåfyllning.
- AB Blå  – Flygbogsering, traktor- och hisshantering.
- AB Gul  – Flygdäcksledning och flygplansrangering.
- AB Grön  – Ångkatapult- och bromskabelhantering, markutrustningsunderhåll, fotografer, bagage- och lasthantering.
- AB Vit  – Flygsäkerhet, däcksflygledare, sjukvårdare, LOX-påfyllning, passagerarhantering och gäster till flygdäcket (även kaptenen).
- AB Röd  – Ammunitionshantering, bombstädning, brand och räddning.
- AB Brun  – Flygtekniker, flygmekaniker och flygplanselektriker.